# Шварценберг (Ерцгебирге)
Шварценберг (њем. Schwarzenberg/Erzgeb.) град је у њемачкој савезној држави Саксонија. Једно је од 69 општинских средишта округа Ерцгебирге. Према процјени из 2010. у граду је живјело 18.892 становника. Посједује регионалну шифру (AGS) 14521550.

## Географски и демографски подаци
Шварценберг се налази у савезној држави Саксонија у округу Ерцгебирге. Град се налази на надморској висини од 468 метара. Површина општине износи 46,3 km². У самом граду је, према процјени из 2010. године, живјело 18.892 становника. Просјечна густина становништва износи 408 становника/km².